# Coleção miniTonto
Coleção miniTonto é uma série de revistas em quadrinhos publicada pela Edições Tonto composta por pequenos livros de 32 páginas em formato 10,5 cm x 15 cm com capas coloridas e papel sulfite de gramatura maior, trazendo um autor diferente por edição. Criada em 1997 pelo editor Fábio Zimbres, foram doze títulos lançados, com preço entre R$ 3,00 e R$ 3,50. A coleção ganhou o Troféu HQ Mix de 1998 na categoria "melhor projeto editorial".
Edições lançadas:
1. Mulher Preta Mágica - L. F. Schiavo
2. Roma - Eduardo Oliveira
3. Chumalocatera - Eloar Guazzelli
4. Urrú - MZK
5. O Apocalipse segundo Dr. Zeug - Fabio Zimbres
6. As piadas Vagabundas do Steven - Allan Sieber
7. As Primeiras Tragadas do Dia - Sylvio Ayala
8. Réquiem - Lourenço Mutarelli
9. 600 Milhas, Pedalando os Estados Unidos - Eduardo Schaan
10. Últimas Palavras - Allan Sieber
11. Pinóquio vai à Guerra - Elenio Pico
12. Dimensão Z - Fido Nesta
13. Mellitus - Jaca
14. JC - Duas Histórias Hereges - Angel Mosquito
15. Comércio - Guilherme Caldas
16. Nunca Pasa Nada - Gabriel Frugone
17. Hermes e as Charlenes - Mariana Massarani